# Don Lavoie
Don C. Lavoie (4 aprile 1951 – 6 novembre 2001) è stato un economista statunitense, esponente della scuola austriaca.
Ha scritto diversi articoli per il Cato Institute. Ha scritto anche due libri sul problema del calcolo economico: il primo si intitola Rivalry and Central Planning (1985) e enfatizzava l'importanza della rivalità concorrenziale in un mercato libero, mentre il secondo, intitolato National Economic Planning: What Is Left? e sempre pubblicato nel 1985, criticava ogni tipo di economia pianificata. Il suo pensiero è stato fortemente influenzato da Friedrich von Hayek, Michael Polanyi e Ludwig Lachmann.
Tra i suoi studenti ci sono stati diversi "austriaci", tra i quali ricordiamo Peter Boettke, David Prychitko, Steve Horwitz, Tom Rustici, Mark Gilbert, Ralph Rector, Emily Chamlee-Wright, Howie Baetjer e Virgil Storr.
Don Lavoie è stato cofondatore dell'unità interdisciplinare della George Mason University denominata on Social & Organizational Learning.
Da un punto di vista degli studi la sua attenzione cadde prevalentemente sulla filosofia (studiò in particolar modo l'applicazione della ermeneutica all'economia) e sulla comparazione di diversi sistemi economici, quello marxista su tutti.
In Culture and Enterprise: The Development, Representation and Morality of Business (2000), libro scritto insieme a Emily Chamlee-Wright, mise in rilievo l'importanza della cultura nello sviluppo economico di un paese.
Nella primavera del 2001 gli venne diagnosticato un cancro al pancreas. Scomparve dopo meno di un anno.